# Kasachische Streitkräfte
Die Kasachischen Streitkräfte (kasachisch Қазақстан Республикасы қарулы күштері Qazaqstan Respublikasynyñ Qaruly Küşterı, russisch Вооружённые силы Республики Казахстан) mit einer Stärke von 35.000 Soldaten umfassen die Teilstreitkräfte Heer, Luftwaffe und Marine. Sie unterstehen dem kasachischen Verteidigungsministerium.
Durch die Mitgliedschaft in der Organisation des Vertrags über kollektive Sicherheit (OVKS) bekommt Kasachstan im Verteidigungsfall Militärhilfe von deren Mitgliedern.

## Militäretat
Der kasachische Militäretat beträgt 2,2 Milliarden US-Dollar (Stand 2024).

## Wehrpflicht
Die Wehrpflicht gilt für Männer ab 18 Jahren. Die aktive Dienstzeit beträgt 12 Monate. Reservetruppen werden nicht gehalten.

## Heer

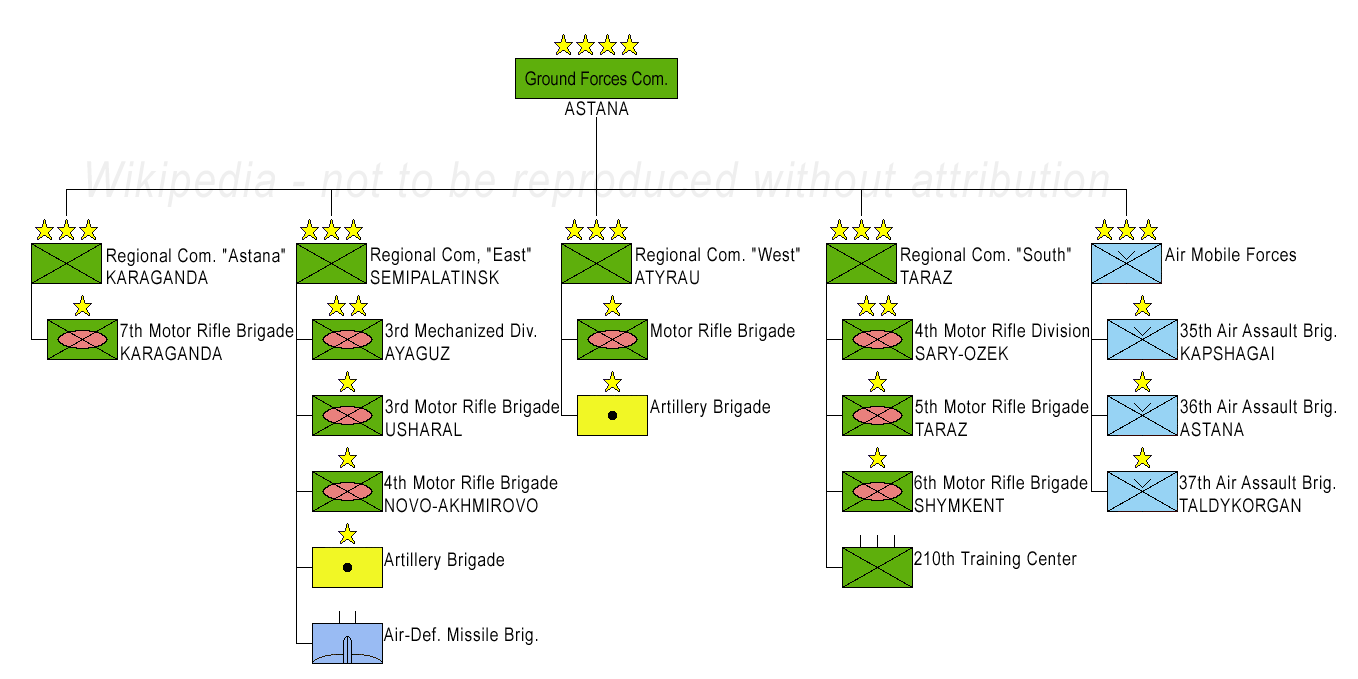
Organisationsstruktur

Das Heer verfügt über 30.000 Soldaten. Es gliedert sich in ein Armeeoberkommando, dem  vier Regionalkommandos (Astana, Ost, West und Süd) unterstellt sind.
Das ist gegliedert in:
- 10 Brigaden mechanisierte Infanterie
- 4 Luftlandebrigaden
- 7 Artilleriebrigaden
- 2 Raketenwerferbrigaden
  - 102. Raketenwerferbrigade
  - 402. Raketenwerferbrigade
- 1 SSM-Brigade
- 1 Küstenverteidigungsbrigade
- 3 Pionierbrigaden
- 1 Peacekeeping-Brigade

### Ausrüstung

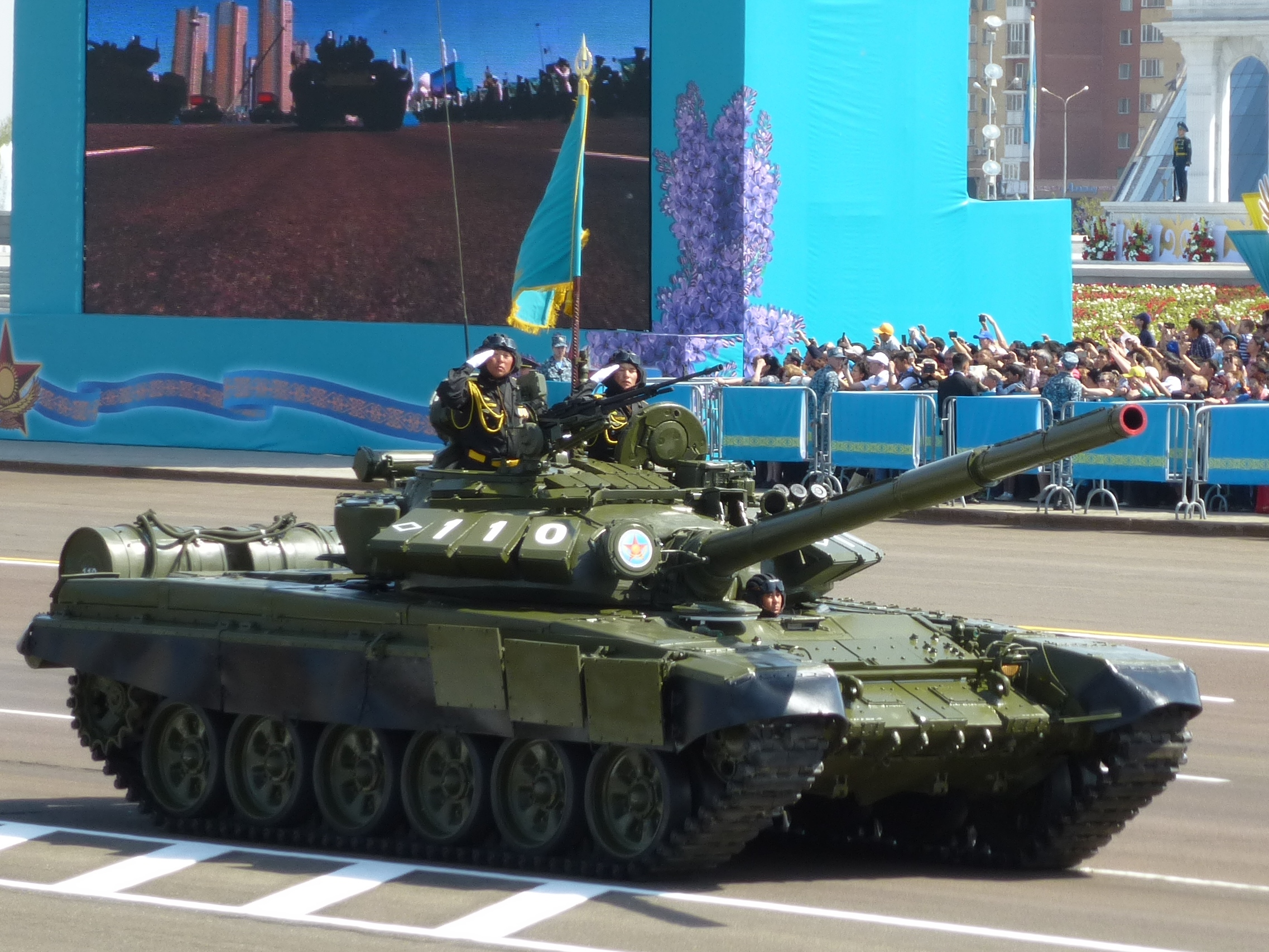
T-72BA des kasachischen Heeres

Kasachstan verfügt über 980 T-72-Kampfpanzer verschiedener Versionen, 140 BRDM-Spähpanzer, 140 BRM-Spähpanzer, 730 BMP-1-Schützenpanzer, 70 BMP-2-Schützenpanzer, 90 BTR-80A-Schützenpanzer, 180 MT-LB-Mannschaftstransportpanzer und 190 BTR-80A-Mannschaftstransportpanzer.
Der Artillerie stehen 400 122-mm-D-30-Geschütze, 180 152-mm-2A36-Geschütze, 90 152-mm-2A65-Geschütze, 120 122-mm-2S1-Selbstfahrlafetten, 120 152-mm-2S3-Selbstfahrlafetten, 25 120-mm-2S9-Panzermörser, 150 122-mm-BM-21-Mehrfachraketenwerfer, 180 220-mm-9P140-„Uragan“-Mehrfachraketenwerfer, 12 SS-21-SCARAB-Raketenwerfer, 145 120-mm-2B11/M-120-Granatwerfer und 68 100-mm-MT-12/T-12-Panzerabwehrkanonen zur Verfügung.
Des Weiteren werden 73-mm-RPG-7-„Knout“-Panzerbüchsen, 9K111 Fagot-Panzerabwehrlenkwaffen, 9K113-Konkurs-Panzerabwehrlenkwaffen und 9K114-Schturm-Panzerabwehrlenkwaffen verwendet.

## Luftwaffe

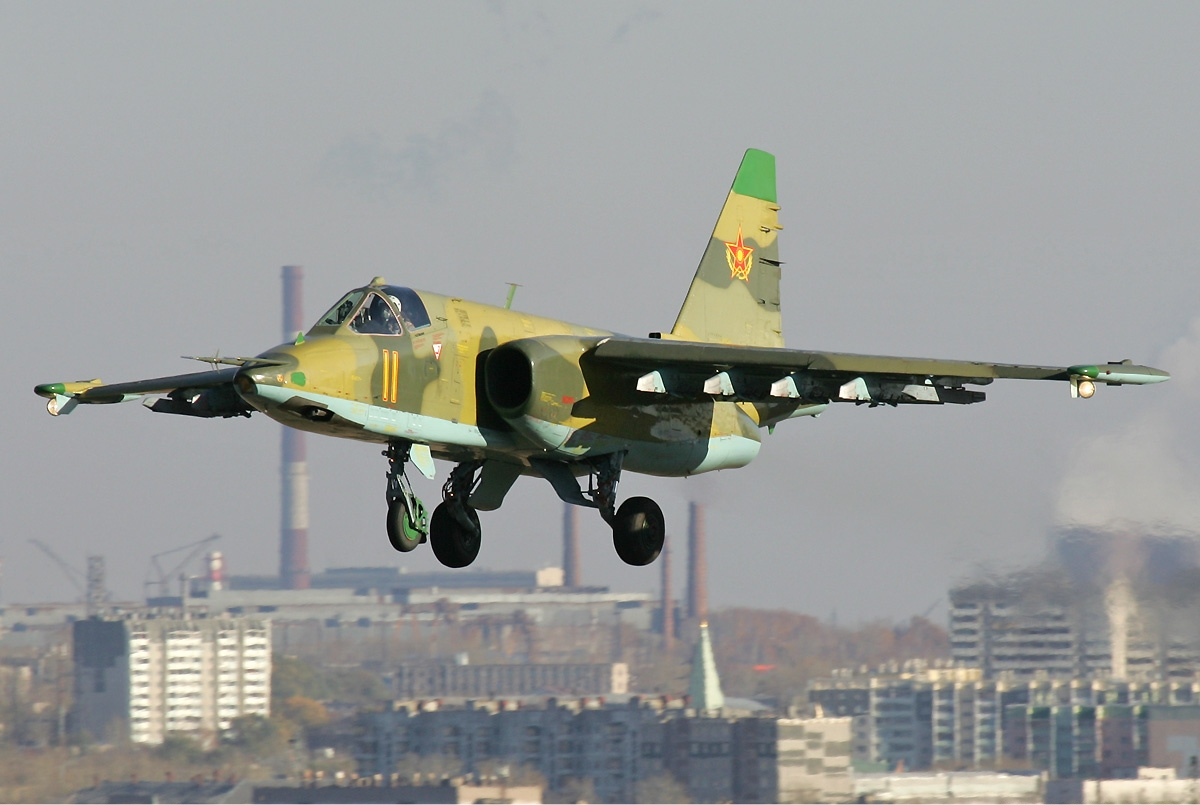
Kasachische Su-25

## Marine

Wappen der kasachischen Marine

Für den Schutz der kurzen Küste Kasachstans am Kaspischen Meer stehen der Marine 3.000 Soldaten und 13 Schnellboote zur Verfügung. An Schiffstypen werden eingesetzt:
- 2 Boote der RUK PB-Klasse
- 4 Boote der KW 15 (Typ 369) PB-Klasse
- 1 Boot der ZHUK (Projekt 1400) PB-Klasse
- 1 Boot der DAUNTLESS PB-Klasse
- 2 Boote der SAYGAK (Projekt 1408) PB-Klasse
- 3 Boote der SEA DOLPHIN PBF-Klasse

## Paramilitärische Kräfte
Außerdem existieren Grenztruppen als Teil des Nationalen Sicherheitskomitees  mit 15.000 Angehörigen und Truppen des Innenministeriums mit 20.000 Angehörigen, die beide dem Innenministerium unterstehen.
Für Aufgaben des Personenschutzes und der Terrorismusbekämpfung wurde eine Präsidentengarde mit 2.000 Angehörigen gebildet.